# Coração de Pai
"Coração de Pai" é uma canção da dupla sertaneja brasileira Rayssa & Ravel, lançada em novembro de 2021. Foi o single de retorno da dupla, que tinha encerrado a carreira em 2018.

## Antecedentes
Em 2018, após lançar o álbum Feliz Demais (2017), a dupla afirmou que estaria se separando. Na época, os músicos disseram que focariam em suas carreiras solo. Ravel lançou o álbum Um Novo Tempo em 2019, que não teve um bom desempenho comercial. Rayssa, por sua vez, começou a liberar singles para um futuro álbum.
Depois que o álbum de Ravel não teve uma boa recepção, o cantor decidiu montar uma dupla sertaneja não religiosa chamada Kell & Ravel, com o cantor Kell Nunes. O projeto acabou atraindo críticas de evangélicos, que começaram a levantar a hipótese de que o músico tinha deixado de ser evangélico. A dupla acabou encerrando a carreira no início da pandemia de COVID-19. Foi, nesta mesma época, que Ravel fez críticas à Rayssa, afirmando que "não foi eu quem quis carreira solo" e que "foi uma decisão que ela tomou sozinha".

## Composição
"Coração de Pai" foi escrita por Rayssa Peres, que afirmou ter escrito a música por influência de um sonho. "Eu sonhei que estava em uma fazenda muito grande e tudo o que havia eram duas cadeiras, uma de frente para a outra. Em uma cadeira eu estava sentada e na outra cadeira estava Deus. Em algum momento desse sonho, Deus olhou para a porta e viu o Ravel. Foi quando Ele perguntou: ‘Tá fazendo o que aí parado?’. Minha vontade era vê-lo de volta".

## Lançamento
"Coração de Pai" foi lançado em novembro de 2021, com o anúncio de que a dupla tinha se reunido após o hiato. Na ocasião, Ravel disse em nota para a imprensa que "Esse tempo em que ficamos parados foi um tempo de aprendizado. Em todos os sentidos, tanto musicalmente quanto profissionalmente".
Uma versão instrumental (playback) da canção foi lançada simultaneamente nas plataformas digitais.